# Покідько Ігор Романович
Ігор Романович Покідько (також Покидько; нар. 15 лютого 1965, Тернопіль) — колишній радянський та український футболіст, захисник. По завершенні ігрової кар'єри — футбольний арбітр. Наразі працює спостерігачем арбітражу всеукраїнських змагань з футболу.

## Клубна кар'єра
У 1988 році закінчив Тернопільський фінансово-економічний інститут (нині - Західноукраїнський національний університет) і в цьому ж році дебютував виступами за «Ниву» (Тернопіль), в якій провів п'ять сезонів, взявши участь у 143 матчах чемпіонату. Більшість часу, проведеного у складі тернопільської «Ниви», був основним гравцем захисту команди.
Своєю грою за цю команду привернув увагу представників тренерського штабу «Вереса», до складу якого приєднався 1992 року. Проте відіграв за рівненську команду лише один сезон своєї ігрової кар'єри, після чого повернувся до «Ниви». Завершив професійну кар'єру футболіста виступами за «Ниву» у 1994 році

## Виступи за збірну
27 червня 1992 року дебютував в офіційних матчах у складі національної збірної України в товариській грі проти збірної США, яка завершилася з рахунком 0-0. Цей матч став єдиним для Ігоря у формі головної команди країни.

## Суддівська кар'єра
З 1993 року почав судити аматорів у регіональних змаганнях. З 1996 року — аматорів на всеукраїнському рівні.
У 1998 році став арбітром Другої ліги.
Арбітр Першої ліги з 2001 року, з 2004 по 2011 рік — арбітр Вищої ліги. Крім суддівства основним місцем роботи була Федерація футболу України. Ігор Покідько працював секретарем в Полтавській обласній федерації.
Як арбітр Вищої і Прем'єр-ліги провів 125 матчів, у Кубку України — 17 матчів, у Першій і Другій лізі − 156 матчів.
У 2011 році завершив кар'єру арбітра і почав працювати спостерігачем арбітражу всеукраїнських змагань з футболу, а також відповідальним за фізпідготовку арбітрів та асистентів арбітра у Комітеті арбітрів Федерації футболу України.
| Дата       | Місто      | Господарі | Результат | Гості   | Турнір           | Голи | Примітки |
| ---------- | ---------- | --------- | --------- | ------- | ---------------- | ---- | -------- |
| 27/06/1992 | Піскатавей | США       | 0 – 0     | Україна | товариський матч | -    |          |
| Усього     |            | Матчів    | 1         |         | Голів            | 0    |          |